# Martín Caballero (pintor)
Martín Caballero o Martín Martínez Caballero (Yecla -Murcia-, 1950 - 12 de junio de 2010, Valencia), fue un pintor español. Obtuvo el premio Alfons Roig de la Diputación de Valencia en 1981. 

## Historia
Becado del premio "Alfons Roig" de la Diputación valenciana en 1981, se dio a conocer en la segunda mitad de los años 1970 con pinturas neofigurativas de marcada intención crítica y gran originalidad compositiva. En su madurez, el uso del acrílico en capas finas le permite establecer en planos superpuestos una trama narrativa y dialéctica llena de sentido -íntimo y social-, con guiños irónicos y simbolismos de múltiple interpretación. Activo luchador por las libertades en el tardofranquismo y en la transición a la democracia, la muestra más significativa de su producción pictórica se halla en la Fundación José Martínez Guerricabeitia. Hay también obra suya en el Museo de la Resistencia Salvador Allende (Chile) y en el Museo de Arte Contemporáneo de Villafamés (Castellón). Sus últimas exposiciones tuvieron lugar en la Galería I Leonarte. La Universitat de València le dedicó una extensa exposición antológica en 2003. El profesor Román de la Calle ha valorado el carácter humanista de su pintura como una insistente exploración plástica, comprometida con los retos del mundo actual mediante un sincero intento de experimentar y proponer respuestas imaginarias tan personales como rotundas y sugestivas.